# Bruant élégant
Emberiza elegans
Espèce
Statut de conservation UICN

 LC  : Préoccupation mineure
Le Bruant élégant (Emberiza elegans) est une espèce de la famille des Emberizidae.

## Liste des taxons de rang inférieur
Liste des sous-espèces selon GBIF (15 mai 2021) :
- Emberiza elegans subsp. elegans
- Emberiza elegans subsp. elegantula Swinhoe, 1870
- Emberiza elegans subsp. ticehursti

## Systématique
Le nom scientifique complet (avec auteur) de ce taxon est Emberiza elegans Temminck, 1836.
Ce taxon porte en français le nom vernaculaire ou normalisé suivant : Bruant élégant.